# Rehab Ahmed
Pour les articles homonymes, voir Ahmed.
Rehab Ahmed (en arabe : رحاب أحمد), née le 2 mars 1991, est une haltérophile handisport égyptienne concourant en -50 kg. Elle détient trois titres mondiaux (2017, 2019, 2021) et deux médailles d'argent paralympique (2016, 2020).

## Biographie

### Carrière
En novembre 2021, elle remporte son troisième titre mondial d'affilié en remportant les Mondiaux à Tbilissi en soulevant 120 kg. Elle avait déjà raflé le titre aux Mondiaux 2017 à Mexico avec une barre à 113 kg et ceux de 2019 à Noursoultan avec 114 kg.
Elle est également double médaillée d'argent aux Jeux paralympiques : d'abord en 2016 avec 104 kg soulevé et en 2020 avec 120 kg — nouveau record paralympique.